# Bruno Choël
Pour les articles homonymes, voir Choel (homonymie).
Bruno Choël, né le 19 juillet 1954 à Sainte-Adresse, en Seine-Inférieure, est un acteur français.
Actif dans le doublage, il est notamment la voix française régulière d'Ewan McGregor, Mark Wahlberg, Johnny Depp, Jason Bateman, Greg Kinnear, Jason Gedrick, Henry Ian Cusick, Matthew McConaughey et Eric Bana. Il est aussi une des voix de Joaquin Phoenix, Jon Hamm, James Purefoy, Rob Lowe, Ray Liotta et Bill Paxton.
Dans l'animation, il est connu pour avoir prêté sa voix à Kenaï dans Frère des ours et sa suite mais aussi à Jon Arbuckle dans la série Garfield et Cie. Dans les jeux vidéo, il double Sephiroth dans l'univers Final Fantasy et Nathan Drake dans celui d'Uncharted.
Il est aussi la voix des programmes jeunesse de TF1 depuis 1997, avec TF! puis Tfou.
À la radio, il est une des voix d'Europe 2 De 2023 à 2025

## Biographie

### Parcours
Bruno Choël a suivi des cours de théâtre à l'école Jacques-Lecoq puis a travaillé sous la direction de Gildas Bourdet au théâtre de la Salamandre et de Jean-Claude Penchenat au théâtre du Campagnol, avant de se spécialiser dans le doublage.

### Doublage
Très actif dans le doublage, il est entre autres la voix française régulière d'Ewan McGregor, Johnny Depp, Mark Wahlberg, Jason Bateman, Matthew McConaughey, Greg Kinnear, Jason Gedrick et Henry Ian Cusick ainsi qu'une voix récurrente de Joaquin Phoenix, Rob Lowe, Tim Robbins, Eric Bana et Jon Hamm.
Il est aussi la voix de plusieurs personnages d'animation dont Kenaï dans Frère des ours, Goultard dans Wakfu, Rango dans le film du même nom, Victor Van Dort dans Les Noces funèbres ou encore Jon Arbuckle dans la série Garfield et Cie.
Actif aussi dans le jeu vidéo, il double notamment Nathan Drake dans la saga Uncharted, le capitaine Matt Horner dans les jeux StarCraft ou encore Sephiroth dans les deux premiers Kingdom Hearts et Final Fantasy VII Remake.
Il est également la voix-off de l'émission jeunesse TF! Jeunesse puis Tfou sur TF1
Il est aussi la voix antenne masculine de la station de radio Europe 2 le 1er Janvier 2023 au 5 janvier 2025.

## Théâtre
- 1963-1964 : Le Petit Prince d'après Antoine de Saint-Exupéry, conception de Raymond Gérôme, Le Rideau de Bruxelles (Ixelles)
- 1979 : Britannicus de Jean Racine, mise en scène de Gildas Bourdet, Théâtre de la Salamandre (Tourcoing)
- 1989 : Les Fausses Confidences de Marivaux, mise en scène de Gildas Bourdet, Théâtre de la Salamandre (Tourcoing)
- 1994 : Baal de Bertoit Brecht, mise en scène d'Anita Picchiarini, Théâtre Garonne (Toulouse)
- 1996 : Les Jumeaux vénitiens de Carlo Goldoni, mise en scène de Gildas Bourdet, La Criée (Marseille)

## Filmographie

### Télévision
- 1979 : Les Enquêtes du commissaire Maigret, épisode : Maigret et la Vieille Dame de Stéphane Bertin
- 1996 : Les Années fac : le médecin (saison 1, épisode 72)
- 2020 : Morts à l'Aveugle de Julien Aubert : ? (western audio)

### Documentaire
- 2016 : Being George Clooney

## Doublage

### Cinéma

#### Films
- Mark Wahlberg dans : 
  - La Vérité sur Charlie (2002) : Joshua Peters
  - Braquage à l'italienne (2003) : Charlie Croker
  - Quatre Frères (2005) : Bobby Mercer
  - Les Infiltrés (2006) : Sean Dignam
  - Shooter, tireur d'élite (2007) : Bob Lee Swager
  - La nuit nous appartient (2007) : Joseph Grusinsky
  - Phénomènes (2008) : Elliot Moore
  - Max Payne (2008) : Max Payne
  - Crazy Night (2010) : Holbrooke Grant
  - Lovely Bones (2010) : Jack Salmon, le père de Susie
  - Very Bad Cops (2010) : l'inspecteur Terry Hoitz
  - Fighter (2010) : Micky Ward
  - Contrebande (2012) : Chris Farraday
  - Ted (2012) : John Bennett
  - Broken City (2013) : Billy Taggart
  - No Pain No Gain (2013) : Daniel Lugo
  - 2 Guns (2013) : Michael « Stig » Stigman
  - Du sang et des larmes (2014) : le quartier maître Marcus Luttrell
  - Transformers : L'Âge de l'extinction (2014) : Cade Yeager
  - The Gambler (2014) : Jim Bennett
  - Entourage (2015) : Mark Wahlberg
  - Ted 2 (2015) : John Bennett
  - Very Bad Dads (2016) : Dusty Mayron
  - Mojave (2016) : Norman
  - Deepwater (2016) : Mike Williams
  - Traque à Boston (2017) : sergent Tommy Saunders
  - Transformers: The Last Knight (2017) : Cade Yeager
  - Tout l'argent du monde (2017) : Fletcher Chase
  - Very Bad Dads 2 (2017) : Dusty Mayron
  - 22 Miles (2018) : James Silva
  - Apprentis Parents (2018) : Pete Wagner
  - Spenser Confidential (2020) : Spenser
  - Infinite (2021) : Evan McCauley
  - Uncharted (2022) : Victor « Sully » Sullivan
  - Father Stu (2022) : Stuart « Stu » Long
  - Me Time : Enfin seul ? (2022) : Huck Dembo
  - The Family Plan (2023) : Dan Morgan
  - The Union (2024) : Mike McKenna
  - Vol à haut risque (2025) : Daryl Booth

- Ewan McGregor dans :
  - Blue Juice (en) (1995) : Dean Raymond
  - Star Wars, épisode I : La Menace fantôme (1999) : Obi-Wan Kenobi
  - Trader (1999) : Nick Leeson
  - Voyeur (1999) : Stephen Wilson
  - Moulin Rouge (2001) : Christian
  - La Chute du faucon noir (2001) : John Grimes
  - Star Wars, épisode II : L'Attaque des clones (2002) : Obi-Wan Kenobi
  - Bye Bye Love (2003) : Catcher Block
  - Big Fish (2003) : Edward Bloom jeune
  - Star Wars, épisode III : La Revanche des Sith (2005) : Obi-Wan Kenobi
  - The Island (2005) : Lincoln Six Echo / Tom Lincoln
  - Stay (2005) : Sam Foster
  - Stormbreaker (2006) : Ian Rider
  - Miss Potter (2006) : Norman Warne
  - Le Rêve de Cassandre (2007) : Ian
  - Manipulation (2008) : Jonathan McQuarry
  - Anges et Démons (2009) : le père Patrick MacKenna
  - Les Chèvres du Pentagone (2009) : Bob Wilton
  - I Love You Phillip Morris (2009) : Phillip Morris
  - Nanny McPhee et le Big Bang (2010) : Rory Green
  - Beginners (2010) : Oliver
  - Perfect Sense (2011) : Michael
  - Des saumons dans le désert (2012) : Fred Jones
  - The Impossible (2012) : Henry
  - Jack le chasseur de géants (2013) : Helmut
  - Un été à Osage County (2013) : Bill Fordham
  - Jane Got a Gun (2015) : Colin McCann
  - Star Wars, épisode VII : Le Réveil de la Force (2015) : Obi-Wan Kenobi (caméo vocal)
  - Miles Ahead (2016) : Dave Brill
  - American Pastoral (2016) : Swede Levov
  - Zoe (2018) : Cole
  - Jean-Christophe et Winnie (2018) : Jean-Christophe
  - Doctor Sleep (2019) : Danny « Doctor Sleep » Torrance
  - Star Wars, épisode IX : L'Ascension de Skywalker (2019) : Obi-Wan Kenobi (caméo vocal)
  - Birds of Prey et la fantabuleuse histoire de Harley Quinn (2020) : Roman Sionis / Black Mask
  - The Birthday Cake (2021) : Père Kelly
  - Raymond et Ray (2022) : Raymond

- Johnny Depp dans : 
  - Sleepy Hollow (1999) : Ichabod Crane
  - From Hell (2001) : l'inspecteur Frederick Abberline
  - Blow (2001) : George Jung
  - Il était une fois au Mexique... Desperado 2 (2003) : l'agent Sands
  - Pirates des Caraïbes : La Malédiction du Black Pearl (2003) : le capitaine Jack Sparrow
  - Neverland (2004) : Sir James Matthew Barrie
  - Pirates des Caraïbes : Le Secret du coffre maudit (2006) : le capitaine Jack Sparrow
  - Pirates des Caraïbes : Jusqu'au bout du monde (2007) : le capitaine Jack Sparrow
  - Sweeney Todd : Le Diabolique Barbier de Fleet Street (2007) : Benjamin Barker / Sweeney Todd
  - L'Imaginarium du docteur Parnassus (2009) : Tony (1re transformation)
  - Public Enemies (2009) : John Dillinger
  - Alice au pays des merveilles (2010) : le Chapelier fou
  - The Tourist (2010) : Frank Tupelo / Alexander Pearce
  - Pirates des Caraïbes : La Fontaine de jouvence (2011) : le capitaine Jack Sparrow
  - Rhum express (2011) : Kemp
  - Jack et Julie (2012) : Johnny Depp
  - Dark Shadows (2012) : Barnabas Collins
  - 21 Jump Street (2012) : Tom Hanson
  - Lone Ranger, naissance d'un héros (2013) : Tonto
  - Tusk (2014) : Guy Lapointe
  - Transcendance (2014) : Dr Will Caster
  - Charlie Mortdecai (2015) : Charles « Charlie » Mordecai
  - Strictly Criminal (2015) : James J. Bulger
  - Yoga Hosers (2016) : Guy Lapointe
  - Alice de l'autre côté du miroir (2016) : le Chapelier fou
  - Les Animaux fantastiques (2016) : Gellert Grindelwald
  - Pirates des Caraïbes : La Vengeance de Salazar (2017) : le capitaine Jack Sparrow
  - Le Crime de l'Orient-Express (2017) : Samuel Ratchett / John Cassetti
  - Les Animaux fantastiques : Les Crimes de Grindelwald (2018) : Gellert Grindelwald
  - City of Lies (2018[3]) : Russell Poole
  - Les Derniers Jours de Monsieur Brown (2019) : Richard Brown
  - Waiting for the Barbarians (2020) : le colonel Joll

- Jason Bateman dans : 
  - La Rupture (2006) : Riggleman
  - Le Royaume (2007) : l'agent spécial Adam Leavitt
  - Le Merveilleux Magasin de Mr. Magorium (2007) : Henry Weston
  - Juno (2007) : Mark Loring
  - Sans Sarah rien ne va (2008) : Jason Bateman - interprète du détective dans Animal Instincts
  - Thérapie de couples (2009) : Jason
  - Une famille très moderne (2010) : Wally Mars
  - In the Air (2010) : Craig Gregory, patron de Ryan et Natalie
  - Échange standard (2011) : Dave Lockwood
  - Paul (2011) : l'agent José Zet
  - Comment tuer son boss ? (2011) : Nick Hendricks
  - Disconnect (2012) : Rich Boyd
  - Bad Words (2013) : Guy Trilby
  - Arnaque à la carte (2013) : Sandy Bigelow Patterson
  - This Is Where I Leave You (2014) : Judd Altman
  - Comment tuer son boss 2 (2014) : Nick Hendricks
  - The Gift (2015) : Simon Callen
  - Agents presque secrets (2016) : Trevor J. Olson
  - Joyeux Bordel ! (2016) : Josh
  - Game Night (2018) : Max
  - Thunder Force (2021) : Jerry « le Crabe »
  - Air (2023) : Robert « Rob » Strasser
  - Carry-On (2024) : le mercenaire

- Matthew McConaughey dans : 
  - Le Droit de tuer ? (1996) : Jake Tyler Brigance
  - Contact (1997) : le révérend Palmer Joss
  - Amistad (1997) : Roger S.Baldwin
  - En direct sur Edtv (1999) : Ed Pekurny
  - U-571 (2000) : Andrew Tyler
  - Paparazzi : Objectif chasse à l'homme (2004) : Matthew McConaughey
  - Sahara (2005) : Dirk Pitt
  - L'Amour de l'or (2008) : Benjamin Finnegan
  - Hanté par ses ex (2009) : Connor Mead
  - La Défense Lincoln (2011) : Mickey Haller
  - The Paperboy (2012) : Ward Jansen
  - Killer Joe (2012) : « Killer Joe » Cooper
  - Le Loup de Wall Street (2013) : Mark Hanna
  - Interstellar (2014) : Joseph Cooper
  - Nos souvenirs (2015) : Arthur Brennan
  - The Free State of Jones (2016) : Newton Knight
  - Gold (2017) : Kenny Wells
  - La Tour sombre (2017) : Walter Padick, l'homme en noir
  - Serenity (2019) : Baker Dill
  - Entre deux fougères, le film (2019) : Matthew McConaughey
  - Deadpool et Wolverine (2024) : Wade Wilson / Cowboy Deadpool

- Greg Kinnear dans :
  - Intuitions (2000) : Wayne Collins
  - Attraction animale (2001) : Ray Brown
  - Dinner with Friends (2001) : Tom
  - Deux en un (2004) : Walter « Walt » Tenor
  - Bad News Bears (2005) : Roy Bullock
  - Little Miss Sunshine (2006) : Richard Hoover[4]
  - Fast Food Nation (2006) : Don Anderson
  - Feast of Love (2007) : Bradley Smith
  - La Ville fantôme (2008) : Frank Herlihy
  - Un éclair de génie (2008) : Robert « Bob » Kearns
  - Baby Mama (2008) : Rob Ackerman
  - Mais comment font les femmes ? (2011) : Richard Reddy
  - My Movie Project (2013) : Griffin Schraeder
  - Légendes vivantes (2013) : Gary
  - Brigsby Bear (2017) : l'inspecteur Vogel
  - Ces différences qui nous rapprochent (2017) : Ron Hall
  - Opération Brothers (2019) : Walton Bowen

- Rob Lowe dans :
  - Hypnose 2 (2007) : Ted Cogan
  - Mytho Man (2009) : Brad Kessler
  - Sex Tape (2014) : Hank Rosenbaum
  - L'Interview qui tue ! (2014) : Rob Lowe
  - Monster Cars (2016) : Reece Tenneson
  - How to Be a Latin Lover (2017) : Rick
  - Super Troopers 2 (en) (2018) : Guy LeFranc
  - Chien perdu (en) (2023) : John Marshall

- Joaquin Phoenix dans :
  - Gladiator (2000) : Commode
  - Buffalo Soldiers (2001) : Ray Elwood
  - Signes (2002) : Merrill Hess
  - Le Village (2004) : Lucius Hunt
  - Hotel Rwanda (2004) : le journaliste Jack Daglish
  - Walk the Line (2005) : Johnny Cash
  - The Master (2013) : Freddie Quell

- Tim Robbins dans :
  - Le Grand Saut (1994) : Norville Barnes[5]
  - Mystic River (2003) : Dave Boyle
  - Code 46 (2003) : William Geld
  - Présentateur vedette : La Légende de Ron Burgundy (2004) : le journaliste de TV News
  - Green Lantern (2011) : le sénateur Robert Hammond
  - Un jour comme un autre (2015) : B

- Shea Whigham dans :
  - Le Dernier Présage (2007) : Vincent
  - Fast and Furious 4 (2009) : l'agent Stasiak
  - Fast and Furious 6 (2013) : l'agent Stasiak
  - Joker (2019) : l'inspecteur Burke
  - Des vampires dans le Bronx (2020) : Frank Polidori
  - Small Engine Repair (2021) : Packie Hanrahan

- Peter Facinelli dans :
  - Twilight, chapitre I : Fascination (2008) : Carlisle Cullen
  - Twilight, chapitre II : Tentation (2009) : Carlisle Cullen
  - Twilight, chapitre III : Hésitation (2010) : Carlisle Cullen
  - Twilight, chapitre IV : Révélation, 1re partie (2011) : Carlisle Cullen
  - Twilight, chapitre V : Révélation, 2e partie (2012) : Carlisle Cullen

- Jon Hamm dans :
  - Les Espions d'à côté (2016) : Tim Jones
  - Absolutely Fabulous, le film (2016) : Jon Hamm
  - Entre deux fougères, le film (2019) : Jon Hamm
  - Avoue, Fletch (2022) : Irwin Maurice « Fletch » Fletcher
  - Unfrosted : L'Épopée de la Pop-Tart (2024) : un publicitaire

- Eric Bana dans :
  - Funny People (2009) : Clarke
  - The Finest Hours (2015) : Daniel Cluff
  - Le Testament caché (2016) : Dr William Grene
  - Forgiven (2017) : Piet Blomfeld

- Bill Paxton dans :
  - Titanic (1997) : Brock Lovett
  - Mon ami Joe (1998) : Greg O'Hara
  - Mean Dreams (2016) : Wayne Caraway

- Ray Liotta dans :
  - Hannibal (2001) : Paul Krendler
  - Even Money (2006) : Tom Carver
  - Mise à prix (2006) : l'agent Donald Carruthers

- Tony Leung Chiu-wai dans :
  - The Longest Nite (1997) : Sam
  - 2046 (2004) : Chow Mo-wan

- Andy Lau dans :
  - Running Out of Time (1999) : Cheung
  - Fulltime Killer (2001) : Tok

- Christian Bale dans :
  - Le Songe d'une nuit d'été (1999) : Démétrius
  - The Flowers of War (2011) : John Miller

- Sean Penn dans :
  - Le Poids de l'eau (2000) : Thomas Janes
  - It's All About Love (2003) : Marciello

- Timothy Olyphant dans :
  - 60 secondes chrono (2000) : l'inspecteur Drycoff
  - Dreamcatcher : L'Attrape-rêves (2003) : Pete Moore

- Billy Crudup dans :
  - Charlotte Gray (2001) : Julien Levade
  - Mange, prie, aime (2010) : Steven Gilbert

- Luke Wilson dans :
  - La Revanche d'une blonde (2001) : Emmett Richmond
  - La Blonde contre-attaque (2003) : Emmett Richmond

- Adam Beach dans :
  - Windtalkers : Les Messagers du vent (2002) : Ben Yahzee
  - Cowboys et Envahisseurs (2011) : Nat Colorado

- Adam Scott dans :
  - Crimes et Pouvoir (2002) : le lieutenant Terrence Embry
  - Fun Mom Dinner (2017) : Tom

- Josh Lucas dans :
  - Hulk (2003) : Glenn Talbot
  - Furtif (2005) : le lieutenant Ben Gannon

- Shane Brolly dans :
  - Underworld (2003) : Kraven
  - Underworld 2 : Évolution (2006) : Kraven

- Ben Miller dans :
  - Johnny English (2003) : Angus Bough
  - Johnny English contre-attaque (2018) : Angus Bough

- Vincent Regan dans :
  - Troie (2004) : Eudore
  - 300 (2007) : le capitaine Artemis

- Tim Daly dans :
  - Dans les cordes (2004) : Gavin Reese
  - Finestkind (2023) : Dennis Sykes

- Ryan Reynolds dans :
  - Amityville (2005) : George Lutz
  - X-Men Origins: Wolverine (2009) : Wade Wilson / Deadpool

- Paul Walker dans :
  - La Peur au ventre (2006) : Joey Gazelle
  - The Death and Life of Bobby Z (2007) : Tim Kearne

- Michael Sheen dans :
  - The Queen (2006) : Tony Blair
  - Loin de la foule déchaînée (2015) : William Boldwood

- Magnus Krepper dans :
  - Millénium 2 : La Fille qui rêvait d'un bidon d'essence et d'une allumette (2009) : Hans Faste
  - Millénium 3 : La Reine dans le palais des courants d'air (2010) : Hans Faste

- Stephen Bogaert dans :
  - Ça (2017) : Alvin Marsh
  - Ça : Chapitre 2 (2019) : Alvin Marsh
- 1986 : Pirates : un membre d'équipage de Thomas Bartholomew Red [Qui ?]
- 1995 : Powder : John Box (Bradford Tatum)
- 1996 : Rock : Marvin Isherwood (Todd Louiso)
- 1996 : Roméo + Juliette : Abra (Vincent Laresca)
- 1996 : Race the Sun : Bob Radford (Tyler Coppin)
- 1996 : Space Jam : un présentateur télé [Qui ?]
- 1997 : L.A. Confidential : l'officier escortant les Mexicains (Matthew Allen Bretz)
- 1997 : Starship Troopers : Zander (Patrick Muldoon)
- 1997 : Ouvre les yeux : le responsable de « Life Extension » (Jorge de Juan)
- 1997 : Sans foi ni loi : Rawlures [Qui ?] et Sidbley [Qui ?]
- 1997 : Air Force One : voix additionnelles
- 1997 : Le Cinquième Élément : un pilote assistant [Qui ?]
- 1998 : Ainsi va la vie : Bill Pruitt (Michael Paré)
- 1998 : À nous quatre : Nick Parker (Dennis Quaid)
- 1998 : Pile et Face : Gerry (John Lynch)
- 1998 : Final Cut : Dominic (Dominic Anciano)
- 1998 : Le Monde perdu : Pr Challenger (Patrick Bergin)
- 1998 : Ainsi va la vie : Bill Pruitt (Michael Paré)
- 1998 : Big Party : Trip McNeely (Jerry O'Connell)
- 1998 : Ennemi d'État : Van (Bodhi Elfman)
- 1999 : Big Daddy : le patron du restaurant (Larkin Malloy (en))
- 1999 : Fight Club : le barman (Michael Shamus Wiles)
- 1999 : Anna et le Roi : l'interprète (Afdlin Shauki)
- 1999 : Escapade à New York : Greg (Mark McKinney)
- 1999 : Lake Placid : Hector Cyr (Oliver Platt)
- 1999 : Entre les jambes : Juancar (Javier Albalá)
- 1999 : Magnolia : Doc (Jason Andrews)
- 2000 : American Psycho : David Van Patten (Bill Sage)
- 2000 : Joint Security Area : Nam Seong-sik (Sin Ha-gyoon)
- 2000 : Planète rouge : Chig Pettengill (Simon Baker)
- 2000 : Memento : Jimmy (Larry Holden)
- 2000 : Bootmen : Huey (Anthony Hayes)
- 2000 : Les Chemins de la dignité : GM1 Snowhill (Michael Rapaport)
- 2000 : Un monde meilleur : Ricky McKinney (Jon Bon Jovi)
- 2001 : The Anniversary Party : Joe Therrian (Alan Cumming)
- 2001 : Monkeybone : Herb (Dave Foley)
- 2001 : Vengeance secrète : Davidson (Jason Priestley)
- 2001 : Les Hommes de main : Chris Scarpa (Andy Davoli)
- 2002 : 28 jours plus tard : Clifton (Luke Mably)
- 2002 : Barbershop : Samir (Parvesh Cheena (en))
- 2002 : Paid in Full : Luis « Lulu » Lujano (Esai Morales)
- 2002 : Plus jamais : Mitch Hiller (Billy Campbell)
- 2003 : Infernal Affairs 2 : Ngai Wing-Hau (Francis Ng)[6]
- 2003 : Le Maître du jeu : Henry Wood (Jack Massey)
- 2003 : Maison de sable et de brume : Gary (Cooper Thornton)
- 2003 : La Mort en ligne : Hiroshi Yamashita (Shin'ichi Tsutsumi)
- 2003 : Lady Chance : Larry Sokolov (Ron Livingston)
- 2003 : Anything Else : Bill (Joseph Lyle Taylor)
- 2003 : Rock Academy : voix additionnelles
- 2004 : Dodgeball ! Même pas mal ! : Lance Armstrong (Lance Armstrong)
- 2004 : Collatéral : Vincent (Tom Cruise)
- 2004 : Rencontre à Wicker Park : Luke (Matthew Lillard)
- 2004 : Return to Sender : Frank Nitzche (Aidan Quinn)
- 2005 : Chaos : l'inspecteur Vincent Durano (Nicholas Lea)
- 2005 : Revolver : Sorter (Mark Strong)
- 2005 : Rencontres à Elizabethtown : le journaliste qui interroge Drew Baylor [Qui ?]
- 2005 : The River King (en) : August « Gus » Pierce (Thomas Gibson)
- 2006 : L'Effet papillon 2 : Nick Larson (Eric Lively)
- 2006 : Home of the Brave : Tommy Yates (Brian Priesley)
- 2006 : Volver : Paco, le mari de Raimunda (Antonio de la Torre)
- 2006 : Lucky Girl : Antonio (Carlos Ponce)
- 2006 : Rocky Balboa : lui-même (Max Kellerman (en))
- 2007 : Goodbye Bafana : James Gregory (Joseph Fiennes)
- 2007 : Hitman : Udrei Belicoff (Henry Ian Cusick)
- 2007 : Big Movie : le capitaine Jack Sous-L'Eau (Darrell Hammond)
- 2007 : Une avalanche de cadeaux : Andi (Roeland Wiesnekker)
- 2008 : Love Gourou : Jay Kell (Stephen Colbert)
- 2008 : Speed Racer : le commentateur de la course de Casa Cristo (Ramon Tikaram)
- 2008 : L'absent : Aldo (Mišel Matičević)
- 2009 : Avatar : Tsu'tey, le futur chef de la tribu (Laz Alonso)
- 2009 : Ninja : Masazuka (Tsuyoshi Ihara)
- 2009 : Clones : Miles Strickland (Jack Noseworthy)
- 2009 : Harry Brown : le sergent Terence « Terry » Hicock (Charlie Creed-Miles)
- 2009 : Whatever Works : Howard (Christopher Evan Welch)
- 2010 : L'Ange du mal : Renato Vallanzasca (Kim Rossi Stuart)
- 2010 : Night and Day : Rodney (Marc Blucas)
- 2010 : Petits meurtres à l'anglaise : Dixon Hector (Martin Freeman)
- 2011 : Colombiana : l'agent Robert Williams (Max Martini)
- 2011 : Limitless : Vernon Gant (Johnny Whitworth)
- 2011 : Don't Be Afraid of the Dark : Alex Hirst (Guy Pearce)
- 2013 : Le Vieux qui ne voulait pas fêter son anniversaire : Allan Karlsson jeune (Robert Gustafsson)
- 2013 : Blue Jasmine : Dwight (Peter Sarsgaard)
- 2013 : Homefront : Jimmy Klum (Marcus Hester)
- 2014 : Hercule : Rhesus (Tobias Santelmann)
- 2014 : Teach Me Love : Brian (Ben McKenzie)
- 2015 : Joker : Danny DeMarco (Milo Ventimiglia)
- 2015 : Il est de retour : Adolf Hitler (Oliver Masucci)
- 2015 : L'Homme irrationnel : Paul (Robert Petkoff)
- 2016 : Eye in the Sky : Brian Woodale (Jeremy Northam)
- 2016 : Mascots : Phil Mayhew (Christopher Moynihan)
- 2016 : Railroad Tigers : Fan Chuan (Kai Wang)
- 2016 : Ne t'endors pas : Mark Hobbs (Thomas Jane)
- 2017 : La Fille dans le brouillard : Loris Martini (Alessio Boni)
- 2017 : Acts of Vengeance : officier Hank Strode (Karl Urban)
- 2018 : L'Ange du Mossad : Danny Ben Aroya (Toby Kebbell)
- 2018 : Marie Stuart, Reine d'Écosse : James Stuart (James McArdle)
- 2019 : Jo Pil-Ho: Souffle de rage : voix additionnelles
- 2019 : Noëlle : Dan (Burgess Jenkins)
- 2019 : Star Wars, épisode IX : L'Ascension de Skywalker : Obi-Wan Kenobi, âgé (Alec Guinness) (caméo vocal)
- 2019 : Suicide Tourist (en) : Max Isaksen (Nikolaj Coster-Waldau)
- 2021 : Ice Road : Varnay (Benjamin Walker)
- 2021 : À quel prix ? : le sénateur Hagel (Bill Winkler)
- 2022 : Jackass Forever : Sean McInerney (Sean McInerney)
- 2024 : Cassino à Ischia : Luigi Cassino (Francis Pardeilhan)
- 2025 : The Electric State : le président Bill Clinton (Joe Avena)

#### Films d'animation
- 1989 : Astérix et le Coup du menhir : voix additionnelles
- 1989[7] : La Petite Sirène : le prince Éric
- 1995 : Pocahontas : Thomas[8]
- 1996[9] : Black Jack, le film : Eric Caderry
- 1999 : Le Château des singes : Ludovic
- 2000 : Dinosaure : Aladar
- 2000 : La Petite Sirène 2 : Retour à l'océan : Prince Éric
- 2000 : La Route d'Eldorado[10] : Tulio[11]
- 2003 : Les 101 Dalmatiens 2 : Sur la trace des héros : Pongo
- 2003 : Frère des ours : Kenaï[12]
- 2005 : Final Fantasy VII Advent Children : Séphiroth
- 2005 : Les Noces funèbres : Victor Van Dort[13]
- 2006 : Frère des ours 2 : Kenaï
- 2006 : Renaissance : Pierre Amiel
- 2007 : Robotech: The Shadow Chronicles : Général Gunther Reinhardt
- 2008 : Star Wars: The Clone Wars : Obi-Wan Kenobi
- 2009 : Numéro 9 : Numéro 9[14]
- 2011 : Rango : Rango[13]
- 2016 : Kingsglaive: Final Fantasy XV : Ravus Nox Fleuret
- 2018 : Sherlock Gnomes : Sherlock Gnomes[13]
- 2020 : LEGO Star Wars : Joyeuses Fêtes : Obi-Wan Kenobi
- 2020[15] : Demon Slayer: Kimetsu no Yaiba - Le film : Le train de l'Infini : le maître Kagaya Ubuyashiki
- 2021 : LEGO Star Wars : Histoires terrifiantes : Obi-Wan Kenobi
- 2022 : LEGO Star Wars : C'est l'été ! : Obi-Wan Kenobi
- 2022 : Avalonia, l'étrange voyage : Searcher Clade[16]

### Télévision

#### Téléfilms
- Tyler Hynes (en) dans :
  - Coup de foudre sur une mélodie de Noël (2018) : Liam
  - Les 12 rendez-vous de Noël (2020) : Aidan Walsh
  - Un amour inévitable (2021) : David
  - Le Noël surprise d'Emily (2021) : Jamie
  - Un cadeau de Noël inattendu (2022) : Josh
  - Trois frères, Noël et un couffin (2022) : Taylor Brenner

- Rob Lowe dans :
  - Salem (2004) : Ben Mears
  - Une merveilleuse journée (2006) : Rob Harlan
  - Au-delà des apparences (2009) : Bart Corbin
  - L'Intouchable Drew Peterson (2012) : Drew Peterson
  - Killing Kennedy (2013) : John Fitzgerald Kennedy

- Marc Blucas dans :
  - Opération Noël (2016) : Scott McGuigan
  - Miss Noël (2017) : Sam McNary
  - Les Braises d'une romance (2018) : Corey Turner
  - Le Noël des héros (2019) : Matt Evans
  - Deux stars pour Noël (2020) : Brian Bright

- Jefferson Brown (en) dans :
  - Les Racines de l'amour (2016) : Tom Parker
  - Coup de foudre chez le Père Noël (2017) : Andrew
  - Les Trois Visages de ma mère (2019) : Warren Stacey
  - Le Serment de Victoria (2021) : Thomas Brooks

- Jason Gedrick dans :
  - Une femme de cran (2008) : Frank Russo
  - Dès le premier regard (2009) : Eric
  - L'Arbre à souhaits (2012) : Pr Evan Famsworth

- Justin Berti dans :
  - Le Tueur du dernier étage (2022) : Josh
  - Le Mystère des fils d'Orion (2023) : Dean Martel
  - Taken in Montana (2023) : Craig Gerard

- Greg Kinnear dans :
  - Dîner entre amis (2001) : Tom
  - Confirmation (en) (2016) : Joe Biden

- Johnny Messner dans :
  - Ultime combat (2008) : Burke Wyatt
  - Lettres à un soldat (2010) : le sergent Vince Carerra

- Mark Lutz dans :
  - Un cœur d'athlète (2008) : Victor Davis
  - Asteroid Impact (2015) : Steve Thomas

- Brian Krause dans :
  - Quand ma fille se met en danger... (2018) : Gary
  - Mia, 17 ans pour toujours (2020) : le shérif Douglas

- 1994 : Un des siens : Heller (Jeff Yagher)
- 1997 : Intimidations : Adam Stanfill (Adam Scott)
- 1998 : Viêtnam : un adroit mensonge : John Paul Vann (Bill Paxton)
- 1998 : Merlin : Cornwall (Thomas Lockyer)
- 2003 : À l'ombre des souvenirs : Chuck Carter (David Atkinson)
- 2005 : 12 chiens pour Noël : Coach Cullimore (Eric Lutes)
- 2005 : L'héritage de la passion : Danny Pelosi (Shawn Christian)
- 2006 : L'Enfant de la nuit : Aiden Bymes (Thomas Gibson)
- 2007 : Guerre et Paix : le prince Andrej Bolkonsky (Alessio Boni)
- 2009 : L'Amour au bout du chemin : Patrick Mars (Thure Riefenstein)
- 2009 : Dead like Me: Life After Death : Cameron Kane (Henry Ian Cusick)
- 2010 : L'Ange des neiges : Andrew Craig (Burgess Jenkins)
- 2010 : La Cible : Nick Angel (Joseph Griffin)
- 2010 : La Digne Héritière : Seth Cullen (Kavan Smith)
- 2015 : Bad Asses on the Bayou : l'inspecteur Williamson (Judd Lormand)
- 2018 : Noël à Crystal Falls : Ben Andrews (Matt Long)
- 2018 : Sept heures avec un tueur : Stephan Rüther (Till Firit (de))
- 2019 : Mon beau-père diabolique : Jared (Chris Johnson)
- 2019 : Ma vie entre ses mains : Dr Gary Vincent (Anthony Jensen)
- 2019 : Un sourire assassin : Kent (Matthew MacCaull)
- 2020 : Maman, j'ai menti... : M. Sheppard (Demetrius Stear)

#### Téléfilms d'animation
- 2008 : Garfield, champion du rire : Jon Arbuckle
- 2009 : Super Garfield : Jon Arbuckle / l'empereur Jon

#### Séries télévisées
- Henry Ian Cusick dans (15 séries) :
  - Lost : Les Disparus (2005-2010) : Desmond Hume (77 épisodes)
  - New York, unité spéciale (2010) : Erik Weber (saison 12, épisodes 1 et 2)
  - Fringe (2012) : Simon Foster (saison 4, épisode 19)
  - Mentalist (2012-2013) : Tommy Volker (saison 5)
  - Scandal (2012 / 2015) : Stephen (8 épisodes)
  - Body of Proof (2013) : Dr Trent Marsh (saison 3, épisodes 5 et 13)
  - Les Experts (2013) : Dr Jimmy (saison 13, épisode 16)
  - Les 100 (2014-2019) : Marcus Kane (80 épisodes)
  - Rush Hour (2016) : Thomas (épisode 1)
  - Inhumans (2017) : Dr Evan Declan (6 épisodes)
  - The Passage (2019) : Dr Jonas Lear (10 épisodes)
  - MacGyver (2020-2021) : Russell « Russ / Rusty » Taylor (28 épisodes)
  - Big Sky (2022-2023) : Avery McAllister (saison 3)
  - NCIS: Hawaiʻi (2023-2024) : John Swift (5 épisodes)
  - Butterfly (en) (2025) : Nick

- Jason Gedrick dans (11 séries) :
  - Windfall : Des dollars tombés du ciel (2006) : Cameron Walsh (13 épisodes)
  - Supernatural (2006) : l'inspecteur Peter Sheridan (saison 2, épisode 7)
  - Desperate Housewives (2007-2008) : Rick Coletti (6 épisodes)
  - Lie to Me (2009) : John Parks (saison 2, épisode 8)
  - Luck (2011-2012) : Jerry Boyle (9 épisodes)
  - Dexter (2012) : George Novikov (saison 7)
  - Grimm (2012) : Craig Wendell Ferren (saison 2, épisode 11)
  - Murder (2014) : Gabriel Shaw (saison 1, épisode 3)
  - Harry Bosch (2015) : Raynard Waits (saison 1)
  - Beauty and the Beast (2015) : Liam Cullen (saison 3)
  - Major Crimes (2016-2017) : Mark Hickman (6 épisodes)

- Rob Lowe dans (9 séries) :
  - À la Maison-Blanche (1999-2006) : Sam Seaborn (86 épisodes)
  - Brothers and Sisters (2006-2010) : Robert McCallister (en) (78 épisodes)
  - Parks and Recreation (2010-2015) : Christopher « Chris » Traeger (en) (76 épisodes)
  - Californication (2011-2014) : Edie Nero (6 épisodes)
  - Code Black (2016-2018) : Dr Ethan Willis (29 épisodes)
  - The Orville (2017) : Darulio (saison 1, épisodes 1 et 9)
  - 9-1-1: Lone Star (2020-2025) : Owen Strand (72 épisodes)
  - The Pentaverate (2022) : Rob Lowe (mini-série)
  - Unstable (2023) : Ellis Dragon (8 épisodes)

- Jon Hamm dans (9 séries) :
  - Mad Men (2007-2015) : Richard « Dick » Whitman / Donald Francis « Don » Draper (92 épisodes)
  - Black Mirror (2014) : Matt Trent (saison 2, épisode 4)
  - Wet Hot American Summer: First Day of Camp (2015) : Falcon (mini-série)
  - The Last Man on Earth (2016) : Darrell (saison 3, épisode 1)
  - Barry (2018) : Jon Hamm[n 1] (saison 1, épisode 4)
  - Legion (2018) : le narrateur (voix, saison 2)
  - Medical Police (2020) : Derrick Childrens (épisode 4)
  - Larry et son nombril (2021) : Jon Hamm (2e voix - saison 11, épisode 1)
  - Fargo (2023-2024) : Roy Tillman (saison 5)

- Greg Kinnear dans (9 séries) :
  - Les Kennedy (2011) : John F. Kennedy (mini-série)
  - Modern Family (2012) : Tad (saison 3, épisode 14)
  - Rake (2014) : Keegan Deane (13 épisodes)
  - Philip K. Dick's Electric Dreams (2018) : le Père (épisode 7)
  - House of Cards (2018) : Bill Shepherd (saison 6)
  - Unbreakable Kimmy Schmidt (2018-2019) : Greg Kinnear (saison 4, épisodes 1 et 11)
  - The Twilight Zone : La Quatrième Dimension (2019) : le capitaine Lane Pendleton (épisode 4)
  - The Stand (2020-2021) : Glen Bateman (mini-série)
  - You (2023) : Tom Lockwood (saison 4)

- Ian Anthony Dale dans (8 séries) :
  - Surface (2005-2006) : Davis Lee (11 épisodes)
  - FBI : Portés disparus (2007) : David Kwon (saison 5, épisode 16)
  - 24 Heures chrono (2007) : Zhou Yong (saison 6, épisodes 21 et 22)
  - The Event (2010-2011) : Simon Lee (22 épisodes)
  - Hawaii 5-0 (2011-2020) : Adam Noshimuri (96 épisodes)
  - First Murder (2014-2016) : Jim Koto (32 épisodes)
  - Salvation (2017-2018) : Harris Edwards (26 épisodes)
  - Magnum (2020) : Adam Noshimuri (invité - saison 2, épisode 20)

- Jordan Belfi dans (6 séries) :
  - Shark (2007) : Neal Donovan (saison 1, épisodes 13 à 15)
  - Moonlight (2007-2008) : Josh Lindsey (7 épisodes)
  - Ghost Whisperer (2010) : Bruce Adler (saison 5, épisode 11)
  - Castle (2011 / 2013) : Beau Randolph (saison 4, épisode 3 et saison 5, épisode 12)
  - Rizzoli and Isles (2014) : Ray Murphy (saison 5, épisode 1)
  - FBI: International (2021) : Gary Milgrave (saison 1, épisode 2)

- Philip Anthony-Rodriguez (en) dans (5 séries) :
  - Jake 2.0 (2003-2004) : Kyle Duarte (16 épisodes)
  - La Vie secrète d'une ado ordinaire (2008-2012) : Ruben Enriquez (51 épisodes)
  - Person of Interest (2012) : Rafael Acosta (saison 2, épisode 9)
  - Burn Notice (2013) : Pablo (saison 7, épisode 1)
  - NCIS : Nouvelle-Orléans (2015) : Michael Dawson (saison 1, épisode 19)

- Tim Daly dans (5 séries) :
  - Eyes (2005-2007) : Harlan Judd (12 épisodes)
  - Grey's Anatomy (2007) : Dr Pete Wilder (saison 3, épisodes 22 et 23)
  - Private Practice (2007-2012) : Dr Pete Wilder (en) (98 épisodes)
  - Madam Secretary (2014-2019) : Dr Henry McCord (120 épisodes)
  - The Game (en) (2021-2022) : Ulysses S. Thatcher (9 épisodes)

- James Purefoy dans (5 séries) :
  - Injustice (2011) : William Travers (mini-série)
  - Racines (2016) : John Walter (mini-série)
  - Hap and Leonard (2016-2018) : Hap Collins (18 épisodes)
  - Marie-Antoinette (2022) : Louis XV (4 épisodes)
  - The Veil (en) (2024) : Michael Althorp (mini-série)

- Ewan McGregor dans (4 séries) :
  - Fargo (2017) : Emmit (en) et Raymond « Ray » Stussy (en) (saison 3)
  - Halston (2021) : Roy Halston Frowick (mini-série)
  - Obi-Wan Kenobi (2022) : Obi-Wan Kenobi (mini-série)
  - A Gentleman in Moscow (2024) : le Comte Alexander Ilyich Rostov

- Scott Wolf dans :
  - La Vie à cinq (1994-2000) : Bailey Salinger (142 épisodes)
  - Action (1999) : Scott Wolf (épisode 6)
  - Spin City (2001) : Tim Connelly (saison 5)

- Vincent Laresca dans :
  - 24 Heures chrono (2003-2004) : Hector Salazar (saison 3)
  - Hawthorne : Infirmière en chef (2011) : Carlos Renata (saison 3)
  - New York, unité spéciale (2013) : Alejandro « Alex » Muñoz (saison 15, épisode 6)

- Ray Liotta dans :
  - Dossier Smith (2006-2007) : Bobby Stevens (7 épisodes)
  - Hannah Montana (2010) : le principal Luger (saison 4, épisode 2)
  - Modern Family (2016) : Ray Liotta (saison 7, épisode 10)

- Mark Famiglietti dans :
  - Young Americans (2000) : Scott Calhoun (8 épisodes)
  - Drop Dead Diva (2014) : Calvin Evans (saison 6, épisodes 1 et 2)

- Mark Lutz dans :
  - Angel (2001-2002) : Groosalugg
  - Le Transporteur (2014) : Dan Cleef

- Adam Scott dans :
  - Les Experts : Miami (2004) : Danny Cato (saison 2, épisode 15)
  - Party Down (2009-2010 / 2023) : Henry Pollard (26 épisodes)

- Donnie Keshawarz (en) dans :
  - 24 Heures chrono (2003) : Yusuf Auda (saison 2)
  - Person of Interest (2013) : Nick Breckenridge (saison 3, épisode 6)

- Michael Kelly dans :
  - Kojak (2005) : l'inspecteur Bobby Crocker (9 épisodes)
  - Generation Kill (2008) : le capitaine Bryan Patterson (mini-série)

- Rodger Corser dans :
  - Underbelly (2008) : Steve Owen (saison 1)
  - Rush (2008-2011) : Lawson Blake (70 épisodes)

- Burgess Jenkins dans :
  - Les Frères Scott (2008-2009) : Bobby Irons (saison 6)
  - American Wives (2013) : le sergent Eddie Hall (saison 7)

- Eric Sheffer Stevens (en) dans :
  - Elementary (2013) : Tim Spalding (saison 2, épisode 9)
  - The Good Wife (2014) : Pete (saison 5, épisode 11)

- Josh Braaten (en) dans :
  - Perception (2014) : Derek Shelton (saison 3, épisode 10)
  - Dahmer - Monstres : L'Histoire de Jeffrey Dahmer (2022) : Lionel Dahmer, jeune (mini-série)

- Kris Marshall dans :
  - Meurtres au paradis (2014-2017) : l'inspecteur Humphrey Goodman (30 épisodes)
  - Mystères au paradis (depuis 2023) : l'inspecteur Humphrey Goodman

- Peter Facinelli dans :
  - Supergirl (2015-2016) : Maxwell Lord (saison 1)
  - S.W.A.T. (2017-2018) : Michael Plank (saison 1)

- Miguel Ángel Silvestre dans :
  - Sense8 (2015-2018) : Lito Rodriguez (24 épisodes)
  - Les Émissaires (es) (depuis 2021) : Simón Antequera

- Adam Copeland dans : 
  - Vikings (2017-2020) : Ketill au Nez plat (25 épisodes)
  - Percy Jackson et les Olympiens (2024) : Arès (saison 1, épisode 5)

- Johannes Bah Kuhnke dans :
  - The Rain (2018-2020) : Sten (16 épisodes)
  - Barracuda Queens (sv) (2023) : Claes Rapp (6 épisodes)

- Damon Herriman dans :
  - Mr Inbetween (2018-2021) : Freddy (26 épisodes)
  - Mindhunter (2019) : Charles Manson (saison 2, épisode 5)

- Mark Duplass dans :
  - The Morning Show (depuis 2019) : Charlie « Chip » Black
  - Calls (2021) : Patrick (voix - saison 1, épisode 3)

- Claes Bang dans :
  - The Affair (2019) : Sasha Mann (saison 5)
  - Bad Sisters (depuis 2022) : John Paul Williams

- Matt Long dans :
  - Manifest (2019-2023) : Ezekiel « Zeke » Landon (51 épisodes)
  - Tracker (2024) : Kirk Garner / Jeremy Boyd (saison 2, épisode 1)

- Richard Armitage dans :
  - Intimidation (2020) : Adam Price (mini-série)
  - Tu me manques (en) (2025) : le sergent Ellis Stagger (mini-série)

- 1998-2002 : Invasion planète Terre : Liam Kincaid (Robert Leeshock)
- 1998-2003 : Cold Feet : Amours et petits bonheurs : Pete Gifford (John Thomson (en))
- 1999-2003 : Les Anges du bonheur : Jesse Archer (Joey Lawrence) (saison 5, épisode 13), Zach (Joel Berti (en)) (saison 7, épisode 2), Walter Jackson (David Kriegel (en)) (saison 8, épisode 17) et Zack (Scott Bairstow)
- 2000 : Will et Grace : Josh (Corey Parker) (5 épisodes)
- 2001 : Frères d'armes : Albert Blithe (Marc Warren) (mini-série)
- 2001-2007 : Reba : Van Montgomery (Steve Howey) (125 épisodes)
- 2002-2003 : Ellie dans tous ses états : Ben Radfield (Darren Boyd)
- 2002-2003 : Le Monde merveilleux d'Andy Richter : Keith (James Patrick Stuart)
- 2003 : Cold Case : Affaires classées : Chris Lassing (Justin Chambers) (saison 1)
- 2003 : Boston Public : le coach Derek Williams (Boris Kodjoe) (saison 3)
- 2003-2005 : Tru Calling : Compte à rebours : Davis (Zach Galifianakis)
- 2004 : Monk : Dalton Padron (Nestor Carbonell) (saison 2, épisode 15)
- 2005-2006 : Killer Instinct : l'inspecteur Jack Hale (Johnny Messner)
- 2006-2007 : Studio 60 : Jack Rudolph (Steven Weber)
- 2006-2007 : Veronica Mars : Mason (Robert Ri'chard (en)) (saison 3)
- 2006-2009 : Ghost Whisperer : Edward Pierce (Jonathan Firth) (saison 1, épisode 18), l'inspecteur Carl Neely (Kurt Caceres (en)) (3e voix - saison 4, épisode 7) et Bobby Tooch (Dariush Kashani (en)) (3e voix - saison 4, épisodes 11 et 19)
- 2007 : Raines : l'officier Remi Boyer (Dov Davidoff (en))
- 2007 : Dr House : Ethan Hartig (Sam Trammell) (saison 1, épisode 4) et Sean Randolph (Michael A. Goorjian) (saison 1, épisode 18)
- 2007 : The Company : Yevgeny Tsipin (Rory Cochrane) (mini-série)
- 2007-2008 : Les Tudors : Sire Thomas More (Jeremy Northam) (15 épisodes)
- 2008 : Les Frères Scott : Dr Ethan Copeland (Chris Beetem (en)) (saison 5)
- 2008 : Raison et Sentiments : le colonel Brandon (David Morrissey) (mini-série)
- 2008-2009 : Eleventh Hour : Dr Jacob Hood (Rufus Sewell)
- 2008-2010 : Romanzo Criminale : Zeta (Fausto Maria Sciarappa (it)) (22 épisodes)
- 2008-2011 : Rex, chien flic : Lorenzo Fabbri (Kaspar Capparoni) (33 épisodes)
- 2009 : Larry et son nombril : Mocha Joe (Saverio Guerra) (1re voix - saison 7, épisode 10)
- 2009-2010 : Flashforward : l'agent spécial Mark Benford (Joseph Fiennes) (22 épisodes)
- 2010 : Boardwalk Empire : Ignatius D'Alessio (Edoardo Ballerini (en)) (saison 1)
- 2010-2011 : The Defenders : Nick Morelli (James Belushi) (18 épisodes)
- 2010-2013 : Covert Affairs : l'agent Vincent Rossabi (Noam Jenkins) (7 épisodes)
- 2011 : How to Make It in America : Andy Sussman (Michael Zegen) (saison 2)
- 2011 : Inspecteur Barnaby : Dr Giles Danby (Miles Richardson (en)) (saison 13, épisode 8)
- 2011 / 2012 : Un cas pour deux : Ludwig Schmidt (Steffen Münster (de)) (saison 31, épisode 2) et Paul Waldmann (Oliver Stokowski (de)) (saison 31, épisode 8)
- 2011-2014 : Londres, police judiciaire : Jacob Thorne (Dominic Rowan (en)) (saisons 5 à 8)
- 2011-2014 : Borgia : Antonio Giustiniani (Marco Quaglia (it)) (6 épisodes)
- 2012 : The Killing : Jens Lebesh (Per Scheel-Krüger (da)) (saison 3, épisodes 4 et 5)
- 2012 : Secret State : Felix Durrell (Rupert Graves) (mini-série)
- 2012-2013 : Burning Love (en) : Bill Tundle (Michael Ian Black (en)) (34 épisodes)
- 2012 / 2014 : Unforgettable : Steve Cioffi Jr. (Jackson Hurst) (saison 1) et l'agent Charles Sewell (Colin Egglesfield) (saison 3, épisode 5)
- 2013 : Les Experts : Roger Gentry (John Allen Nelson) (saison 14, épisode 2)
- 2013 : Vikings : Olafur (Eddie Elks) (saison 1, épisodes 1 et 2)
- 2013-2014 : Almost Human : l'inspecteur John Kennex (Karl Urban) (13 épisodes)
- 2014 : True Detective : l'inspecteur Rustin « Rust » Cohle (en) (Matthew McConaughey) (saison 1)
- 2014-2019 : Gotham : l'inspecteur James Gordon (Ben McKenzie) (100 épisodes)
- 2015 : American Crime : Scott (Jason Liebrecht (en)) (saison 1, épisodes 1 et 2)
- 2016-2018 : Falling Water : Woody Hammond (Kai Lennox)
- 2017 : Sous influence : Mark Costley (Ben Chaplin) (mini-série)
- 2017 : The End of the F***ing World : Leslie Foley (Barry Ward (en)) (saison 1, épisodes 7 et 8)
- 2017 : Gone : Ryan Moreland (Tim Guinee) (épisode 6)
- 2018 : Dirty John (en) : John Meehan (Eric Bana)
- 2018-2022 : Yellowstone : John Dutton jeune (Josh Lucas)
- 2019 : Home for Christmas : Paul (Nader Khademi)
- 2019 : A Christmas Carol : Ebenezer Scrooge (Guy Pearce) (mini-série)
- 2020 : Messiah : le président John Young (Dermot Mulroney)
- 2021 : Clarice : le père de Clarice (Derek Moran) (6 épisodes)
- 2021 : Dopesick : Richard Sackler (Michael Stuhlbarg) (mini-série)
- 2021 : A Million Little Things : Russ (Michael Patrick Thornton (en)) (saison 4)
- 2021 : Dr Brain : Dr Noh (Hwang Moo-yeong)
- 2022 : MaveriX (en) : Griffo Griffin (Rohan Nichol) (10 épisodes)
- 2022 : Hudson et Rex : Blake Watson (Paul Braunstein) (saison 5, épisode 3)
- depuis 2022 : Le Seigneur des anneaux : Les Anneaux de pouvoir : Ar-Pharazôn (Trystan Gravelle)
- 2023 : One Piece : le vice-amiral Monkey D. Garp (Vincent Regan)
- 2023 : Sam : Un Saxon : Gerhard Leyedecker (Robert Schupp (de)) (mini-série)
- 2023 : The Gilded Age : Dashiell Montgomery (David Furr (en)) (saison 2)
- 2023 : Los Farad (es) : ? (?)
- 2023 : Mrs. Davis (en) : JQR (Chris Diamantopoulos) (mini-série)
- 2024 : Hudson et Rex : Edward Hudson (Andrew Airlie) (saison 6, épisode 9)
- 2025 : Faute de preuves : Fran Briguel (Mike Amigorena (es)) (mini-série)
- 2025 : The Pitt : Dr Jack Abbot (Shawn Hatosy)
- 2025 : Sandman : Maximilien Robespierre (Jonathan Slinger (en)) (saison 2, épisode 6)

#### Séries d'animation
- 1994[17] : Armitage III : Ross Sylibus (OAV)
- 1995-1997 : Gargoyles, les anges de la nuit : Tom le gardien, Jason Canmore, Rory Dugan et le prince Malcolm (1re voix)
- 1997 : Calamity Jane : Quanna Parker
- 1997 : Superman, l'Ange de Metropolis : le Parasite
- 1997 : Mighty Ducks : Duke l'Orange
- 1997-1998 : Dragon Flyz : voix additionnelles
- 1998 : Les Simpson, (saison 10, épisode 5 : Homer fait son cinéma) : Alec Baldwin
- 2000[18] : Starship Troopers : Major Zander Barcalow
- 2000 : Argaï, la prophétie : le prince Argaï
- 2002-2004 : Esprit fantômes  : Jaz, Toc Toc et commissaire Doug
- 2003-2005 : Star Wars: Clone Wars : Obi-Wan Kenobi
- 2007 : Afro Samurai : Sixième Frère
- 2007 : Death Note : Teru Mikami
- 2008-2012 et 2020 : Star Wars: The Clone Wars : Obi-Wan Kenobi (sauf saisons 5 et 6)
- 2008-2016 : Garfield et Cie : Jon Arbuckle
- 2008-2024 : Wakfu : Goultard (saisons 1 à 4) et le premier nécrome (saison 4, épisode 5)
- 2011 : Débil Starz, épisode Blackchapel : Jack the Skipper
- 2014 : Star Wars Rebels : Obi-Wan Kenobi (jeune, hologramme)
- 2016 : Star Wars : Les Aventures des Freemaker : Obi-Wan Kenobi
- 2019 : Carole & Tuesday : Desmond
- 2019-2020 : Garfield Originals : Jon Arbuckle (bruitages)
- depuis 2019[19] : Demon Slayer: Kimetsu no Yaiba : le maître Kagaya Ubuyashiki
- 2021 : Scooby-Doo et Compagnie : Axl Rose (épisode Guet-apens sur la Route 66)
- 2022 : Cyberpunk: Edgerunners : Faraday
- 2022 : Tales of the Jedi : Obi-Wan Kenobi
- 2023 : Agent Elvis : Elvis Presley[20]

#### Documentaires
- Johnny Depp dans :
  - Johnny VS Amber: The U.S. Trial (2022) : lui-même
  - Johnny Depp VS Amber Heard (2023, Netflix) : lui-même
- 2016 : Pompéi : la vie avant la mort
- 2019 : Surviving R. Kelly

### Jeux vidéo
- 1998 : Les Dictées de Rayman : voix-off du coin des adultes
- 2000 : De sang froid : John Cord
- 2000 : Star Wars Episode I: Jedi Power Battles : Obi-Wan Kenobi
- 2001 : Star Wars: Obi-Wan : Obi-Wan Kenobi
- 2001 : Red Faction : personnages secondaires
- 2002 : Kingdom Hearts : Sephiroth
- 2002 : Neverwinter Nights : Fenthick Moss
- 2002 : The Thing : capitaine Blake
- 2002 : Largo Winch : Aller simple pour les Balkans : Simon
- 2002 : Arx Fatalis : Falan Orbiplanax
- 2002 : E.T. Phone Home Adventure : Michael
- 2002 : Star Wars : The Clone Wars : Obi-Wan Kenobi
- 2003 : Beyond Good and Evil : Nino, Francis, certaines Sections Alpha
- 2003 : Frère des ours : Kenaï
- 2004 : Codename: Panzers: Phase Two : James Barnes
- 2005 : Act of War: Direct Action : le major Jason Richter
- 2005 : F.E.A.R. : Betters
- 2005 : Kingdom Hearts 2 : Sephiroth, Jack Sparrow et le prince Eric
- 2005 : Ni·Bi·Ru : Sur la piste des dieux Mayas : Martin Holan[21]
- 2005 : Sniper Elite : Karl Fainburne
- 2005 : Splinter Cell: Chaos Theory : William Redding
- 2005 : Star Wars: Battlefront 2 : Obi-Wan Kenobi
- 2005 : Star Wars, épisode III : La Revanche des Sith : Obi-Wan Kenobi[22]
- 2005 : Lego Star Wars, le jeu vidéo : Obi-Wan Kenobi[22]
- 2006 : Keepsake : Zack
- 2006 : Pirates des Caraïbes : La Légende de Jack Sparrow : Jack Sparrow[13]
- 2006 : Tom Clancy's Splinter Cell: Double Agent : voix additionnelles
- 2006 : Rise of Nations: Rise of Legends : Giacomo
- 2007 : Assassin's Creed : Altair Ibn-La'Ahad
- 2007 : Folklore : Keats
- 2007 : Stuntman: Ignition : Coordinateur des cascades
- 2007 : Uncharted: Drake's Fortune : Nathan Drake
- 2007 : Pirates des Caraïbes : Jusqu'au bout du monde : Jack Sparrow
- 2007 : Skate 2 : Braydon Szafranski
- 2008 : Brothers in Arms: Hell's Highway : T/5 Nathan Holden
- 2008 : Star Wars : Le Pouvoir de la Force : Obi-Wan « Ben » Kenobi (DLC Tatooine) et les soldats rebelles
- 2008 : Star Wars: The Clone Wars - Duels au sabre laser : Obi-Wan Kenobi
- 2008 : Star Wars: The Clone Wars - L'Alliance Jedi : Obi-Wan Kenobi
- 2008 : Turok : Parker, Carter et Henderson
- 2008 : World of Warcraft: Wrath of the Lich King : Rhonin, chef du Kirin Tor, dans la bande-annonce de l'instance Les Secrets d'Ulduar, Arator le rédempteur, voix additionnelles
- 2008 : Fallout 3 : Mex et Everett (DLC The PItt)
- 2008 : Lost : Les Disparus, le jeu vidéo : Desmond Hume
- 2009 : Dragonica : voix additionnelles
- 2009 : Le Seigneur des anneaux : L'Âge des conquêtes : voix off du niveau Les Mines de la Moria dans la Campagne du Bien
- 2009 : Uncharted 2: Among Thieves : Nathan Drake
- 2009 : Star Wars: The Clone Wars - Les Héros de la République : Obi-Wan Kenobi
- 2009 : La Princesse et la Grenouille : le Prince Naveen
- 2010 : Starcraft 2 (Wings of Liberty, Heart of the Swarm, Legacy of the Void) : le capitaine Matt Horner
- 2010 : Star Wars: Clone Wars Adventures : Obi-Wan Kenobi
- 2011 : Deus Ex: Human Revolution : Trevor, père de famille ayant perdu un bras[23]
- 2011 : Star Wars: The Old Republic : Ralesk (campagne du guerrier Sith)
- 2011 : Uncharted 3: Drake's Deception : Nathan Drake
- 2011 : Uncharted: Golden Abyss : Nathan Drake
- 2012 : PlayStation All-Stars Battle Royale : Nathan Drake
- 2013 : Disney Infinity : Jack Sparrow, Obi-Wan Kenobi, Tonto et le Chapelier Fou
- 2014 : InFamous: Second Son : l'informateur
- 2014 : Destiny : le personnage principal Titan homme
- 2015 : Call of Duty: Advanced Warfare[24] : Kahn
- 2015 : Fallout 4 : Sturges et voix additionnelles
- 2015 : Trine 3: The Artifacts of Power : Amadeus le magicien
- 2015 : Assassin's Creed Syndicate : Jack Talons-à-ressort, Everett Boyd  (DLC Esprits meurtriers !) et Emmett Byng (DLC Le mystère de la double mort du professeur)
- 2016 : Final Fantasy XV : Ravus Nox Fleuret
- 2016 : Uncharted 4: A Thief's End : Nathan Drake
- 2017 : La Terre du Milieu : L'Ombre de la Guerre : voix additionnelles
- 2017 : The Surge : Warren
- 2017 : Tom Clancy's Ghost Recon Wildlands : Nomad Replicated
- 2018 : World of Warcraft: Battle for Azeroth : Rhonin et le collectionneur Kojo
- 2019 : Anthem : Lord Roye
- 2019 : Trine 4: The Nightmare Prince : Amadeus le magicien
- 2019 : Star Wars Jedi: Fallen Order : Obi-Wan Kenobi
- 2020 : Final Fantasy VII Remake : Sephiroth
- 2022 : Lego Star Wars : La Saga Skywalker : Obi-Wan Kenobi (jeune)
- 2022 : Disney Dreamlight Valley : le prince Éric
- 2024 : Final Fantasy VII Rebirth : Sephiroth

### Livre audio
- Pirates des Caraïbes 5 : La vengeance de Salazar, le roman du film (Audiolib, juin 2017)
- Star Wars - Légendes : Kenobi (Audible, mai 2022)

### Divers
- Voix off de TF! Jeunesse et TFOU
- Voix off de divers intervenants anglophones dans Enquête exclusive
- Voix off pour Mikl sur Virgin Radio (2021-2022)
- Voix antenne d'Europe 2 de le 1er janvier 2023 au 5 janvier 2025
- Voix de Jack Sparrow (Johnny Deep) pour les restaurants Pirates Paradise